# José Clayton
José Cláyton Menezes Ribeiro, conocido mayoritariamente como José Clayton (n. São Luís, Maranhão, Brasil, 21 de marzo de 1974), es un exfutbolista brasileño nacionalizado tunecino, se desempeñaba como mediocampista y militó en diversos clubes de Brasil, Túnez, Francia, Catar y Turquía.

## Trayectoria

### Clubes
| Club                     | País    | Año         |
| ------------------------ | ------- | ----------- |
| Moto Club                | Brasil  | 1992 - 1994 |
| Étoile Sportive du Sahel | Túnez   | 1995 - 1998 |
| Bastia                   | Francia | 1998 - 2001 |
| Stade Tunisien           | Túnez   | 2001        |
| Espérance de Tunis       | Túnez   | 2001 - 2005 |
| Al-Saad                  | Catar   | 2005 - 2006 |
| Sakaryaspor              | Turquía | 2006 - 2007 |
| Stade Gabésien           | Túnez   | 2007 - 2008 |

## Selección nacional
Ha sido internacional con la Selección de fútbol de Túnez; donde jugó 39 partidos internacionales y anotó 4 goles por dicho seleccionado. Incluso participó con su selección, en 2 Copas Mundiales. La primera Copa del Mundo en que Clayton participó, fue en la edición de Francia 1998, donde su selección quedó eliminado en la primera fase. También participó en la edición de Corea del Sur-Japón 2002, donde su selección también quedó eliminado en la primera fase.

## Controversia sobre su edad
Una investigación del año 2000 del diario Folha de S. Paulo develó que el jugador no nació en 1974 sino tres años antes.